# Maurice Le Roux
Maurice Le Roux (Parigi, 6 febbraio 1923 – Avignone, 19 ottobre 1992) è stato un direttore d'orchestra, compositore e musicologo francese.

## Biografia
Nacque in una famiglia di banchieri ed uomini politici. Suo padre, Alfred Le Roux, era stato segretario generale del Crédit Industriel national. Suo nonno, Paul Le Roux, era stato prima deputato e poi senatore al parlamento di Francia per il dipartimento della Vandea.
Fu allievo di Olivier Messiaen e di René Leibowitz al Conservatoire de Paris ed ottenne un primo premio in direzione d'orchestra nel 1952 con Louis Fourestier.
Fu un importante compositore di musica da film, tanto da essere scelto come membro della giuria al Festival di Cannes del 1960. Fra le sue composizioni si ricorda, nel 1944, la marcia per la 2e division blindée dell'esercito francese.
Diresse l'Orchestre national de France dal 1960 al 1967, produsse la serie televisiva Arcana (1968-1981), fu ispettore generale della musica (1973-1988), amministratore della Société de Télévision TF1 (1975-1978) e di Radio France (1987-1990) nonché esperto musicale di France 3 (1978-1981).
Direttore artistico de l'Opéra de Paris (1969-1973), presiedette la Fédération nationale de musique électroacoustique e fu vice presidente della fondazione Sacem.

## Filmografia

### Compositore di colonne sonore
- 1952: Crin-Blanc
- 1955: Les Mauvaises Rencontres
- 1956: Les Possédées
- 1956: Le Ballon rouge
- 1956: Le Salaire du péché
- 1957: Amère victoire
- 1958: Le Piège (film 1958)
- 1958: Cette nuit-là (film 1958)
- 1958: Les Mistons
- 1960: Présentation ou Charlotte et son steak
- 1961: Vu du pont
- 1961: Les Mauvais coups
- 1963: Le Petit soldat
- 1966: Martin Soldat
- 1967: La Bien-aimée (TV)
- 1968: La Chamade
- 1973: Kamouraska (film)
- 1974: Contes immoraux
- 1979: Les Jardins secrets (TV)
- 1981: Un étrange voyage
- 1982: La Guérilléra

### Come produttore
- 1955: Cap-aux-sorciers (serie TV)
- 1957: Le Survenant (serie TV)

## Pubblicazioni
- Introduction à la musique contemporaine, préface de Claude Delvincourt, Paris, les Éditions du Grenier à sel, 1947, 133 p.
- Claudio Monteverdi, préface de Roland-Manuel, Paris, Éditions du Coudrier, 1951, 195 p.
- La Musique, éditions Retz, 1979
- Moussorgski, Boris Godounov, Paris, Aubier-Montaigne, 1980, 221 p.